# Palazzo Sortino Trono
A Palazzo Sortino Trono egykori nemesi palota Ragusában. Az óvárosban, Ragusa Iblában áll a Piazza degli Archira néz. Az épületet Ignazio Sortino Trono és családja számára építették 1778-ban valószínűleg a régi vár falainak beépítésével. Az építkezés 1793-ban fejeződött be. Az épület érdekessége a főhomlokzatot tagoló öt lizéna, valamint az főhomlokzat oldalán elhelyezkedő bejárat (a szimmetria megőrzése végett ez rendszerint központi elhelyezkedésű), amelyet egy kis lépcsősor köt össze a palota előtti térrel. Az emeletet kovácsoltvas erkélyek díszítik. 

## Külső hivatkozások
- Képek az épületről